# 日立ライフ
株式会社日立ライフ（ひたちライフ）は、かつて存在した日立製作所のグループ企業である。日立グループの福利厚生を主とした、様々な事業を展開していた。

## 概要
1939年（昭和14年）に日立土地を設立したのが最初で、1992年（平成4年）6月 日立木材地所と日立福利サービスが合併し、社名を日立ライフとした。日立木材地所は、かつて製パン事業も行っていて、「日立パン」のブランド名で茨城県内で発売していた。日立福利サービスは日立鉱山の供給所（会社によっては購買所、物資部、購買会ともいう）を起源として、その後子会社の日立ライフサービスで工場構内売店やスーパーマーケット（兎平店、多賀店、勝田店）を経営していた。現在は全店閉店している。
しかし、日立ライフサービスは、業績の低迷から2006年3月をもって、売店およびスーパーマーケットの運営から撤退、戦前以来の歴史に幕を下ろした。現在、売店事業は日立製作所の子会社に譲渡され、スーパーマーケットの店舗は他会社に引き渡された。日立ライフサービス本体は解散した。
2020年（令和2年）4月1日、日立アーバンインベストメントと合併して日立リアルエステートパートナーズとなり、日立ライフは解散した。流通サービス事業は日立物流に譲渡。

## 会社事業
会社では主に下のような事業を行っていたが、日立アーバンインベストメントとの合併後、下記の通り他社に事業譲渡する例が多い。
- マンション事業
  - 主に、次世代型分譲マンション「アネージュ」として茨城県各地に展開している。
- 不動産事業

2024年4月に日立プロパティアンドサービスに譲渡
- 木材などの管理・販売
- 介護センターなどの建設・管理

2021年4月にヒューマンサポートホールディングスに売却、2024年現在はヒューマンサポートライフとして営業中
- 「フィットネスクラブスパーク」・「フットサルグリーン」の管理・運営

2022年9月に吸収分割によりスポーツプラザ山新に承継
- 「ホテルライフイン」・「ホテルライフツリー」の管理・運営

以下の4ホテルを運営していたが、2021年4月にブリーズベイホテルに譲渡された。
- ホテルライフイン土浦駅東（2005年5月開業、茨城県土浦市）
- ホテルライフイン勝田駅西（2009年4月開業、茨城県ひたちなか市）
- ホテルライフツリーひたち野うしく（2013年3月開業、茨城県牛久市）
- ホテルライフツリー上野（2016年2月開業、東京都台東区、2021年12月にホテルクラウンヒルズ上野プレミアに改称）

- 「ショッピングセンターSEA MARK SQUARE」の管理・運営
- 社宅、社員寮の管理